# Rio Brilhante
Rio Brilhante, amtlich portugiesisch Município de Rio Brilhante, ist eine Stadt im brasilianischen Bundesstaat Mato Grosso do Sul. Die Bevölkerungszahl wurde zum 1. Juli 2019 auf 37.514 Einwohner geschätzt, die auf einer Gemeindefläche von rund 3987,4 km² leben und Rio-Brilhantenser   (rio-brilhantenses) genannt werden. Die Gemeinde steht an 14. Stelle der 79 Munizips des Bundesstaates.

## Geschichte
Gabriel Francisco Lopes war 1841 der erste, der die Landschaft von Vacaria durchquerte. Er fand dort 60 Kühe und einen Stier, die von Jesuiten zurückgelassen worden waren. Er brachte seinen Vater Antonio Gonçalves Barbosa mit und sie nannten die Gegend zwischen den Flüssen Rio Brilhante und Rio Vacaria, an der sie sich ansiedelten, Boa Vista. Die beiden waren die ersten Siedler nach dem Rückzug der Spanier.

## Geographie

### Lage
Die Stadt liegt 150 km von der Hauptstadt des Bundesstaates (Campo Grande) und 1184 km von der Landeshauptstadt (Brasília) entfernt. Die Stadt grenzt an die Nachbarstädte Nova Alvorada do Sul (Norden), Angélica (Südosten), Deodápolis (Süden), Dourados (Süden), Douradina (Süden), Itaporã (Südwesten), Maracaju (Westen) und Sidrolândia (Nordwesten).

### Klima
In der Stadt herrscht tropisches Klima (AW) mit trockenen Wintern und feuchten, heißen Sommern. Die jährliche Durchschnittstemperatur beträgt 20 °C.
| Monat                            | Jan   | Feb   | Mär   | Apr   | Mai   | Jun  | Jul  | Aug  | Sep  | Okt   | Nov   | Dez   |
| -------------------------------- | ----- | ----- | ----- | ----- | ----- | ---- | ---- | ---- | ---- | ----- | ----- | ----- |
| Durchschnittl. Maximum °C        | 30,3  | 30,4  | 30,4  | 28,8  | 26,2  | 24,6 | 25,3 | 27,4 | 27,7 | 29,6  | 30,3  | 29,8  |
| Durchschnittl. Minimum°C         | 20,3  | 20,1  | 19    | 18,5  | 16    | 13,1 | 11,7 | 13,9 | 15,4 | 17,6  | 18,8  | 18,5  |
| Durchschnittl. Niederschlag (mm) | 203,3 | 177,9 | 139,8 | 105,5 | 102,9 | 65,4 | 45,5 | 42,8 | 79,3 | 166,6 | 150,5 | 191,9 |

### Gewässer
Die Stadt liegt am Rio Brilhante, der zum Flusssystem des Río de la Plata gehören.

### Verkehr
Die Bundesstraße BR-163 führt an der Gemeinde vorbei. Im Norden mündet in sie die Bundesstraße BR-267 und im Süden die Landesstraße MS-378.
Rio Bilhante hat einen Flughafen mit dem ICAO-Code SSRB.

### Vegetation
Das Gebiet ist ein Teil der Cerrados (Savannen Zentralbrasiliens).

## Wirtschaft
Wichtigster Wirtschaftszweig ist die Landwirtschaft. Rio Brilhante produziert auf ca. 80.000 Hektar 5,7 Millionen Tonnen Zuckerrohr im Wert von 337 Millionen Real.

### Durchschnittseinkommen und HDI
Das monatliche Durchschnittseinkommen betrug 2017 den Faktor 2,9 des brasilianischen Mindestlohns (Salário mínimo) von R$ 880,00 (umgerechnet für 2019: rund 577 €). Der Index der menschlichen Entwicklung (HDI) ist mit 0,715 für 2010 als hoch eingestuft. 
Das Bruttosozialprodukt pro Kopf betrug 2016 62.114,47 R$.

## Persönlichkeiten
- Ruben Figueiró de Oliveira (* 1931), in Rio Brilhante geborener Politiker, Senator von Mato Grosso do Sul
- Londres Machado (* 1942), in Rio Brilhante geborener Politiker
- Sebastião Assis de Figueiredo (1949–2007): Franziskaner, Rektor und Professor im Seminar der Franziskaner von Rio Brilhante
- Alex Dias de Almeida (* 1972), in Rio Brilhante geborener Fußballspieler
- Marcos Gomes de Araujo (* 1976), in Rio Brilhante geborener Fußballspieler